# گورنگا سابانتا
گورنگا سابانتا (به صربی: Gornja Sabanta) یک منطقهٔ مسکونی در صربستان است که در Pivara Municipality واقع شده‌است. گورنگا سابانتا ۸۳۹ نفر جمعیت دارد.